# Богдан Сладојевић
Богдан Сладојевић (село Буквик код Градишке, 12. април 1946 — Бања Лука, 3. маја 2014) био је генерал-потпуковник Војске Републике Српске.

## Биографија
Рођен је 12. априла 1946. у селу Буквик код Градишке од оца Бранка и мајке Анке. По националности је Србин. Основну школу завршио је 1961. а средњу економску школу 1965. након чега је уписао Војну академију Копнене војске - смјер оклопно-механизоване јединице коју је завршио 1970. Поред тога завршава Командно-штабну школу тактике Копнене војске 1983. и Школу националне одбране 1997. године.
У ЈНА је службовао у гарнизонима: Бања Лука, Суботица и Нови Сад. Почетак оружаних сукоба у СФРЈ затекао га је у гарнизону Суботица. На посљедњој дужности у ЈНА био је командант оклопне бригаде у чину потпуковника. У Војсци Републике Српске Крајине у којој је био од 10. новембра 1993. године био је командант 11. корпуса, а у Војсци Републике Српске је од 15. фебруара 1995. у којој је био до прекида рата и једно вријеме послије био у Сектору за оперативно штабне послове у Главном штабу. Послије рата је био начелник тог сектора, а уједно и помоhник начелника Генералштаба ВРС.
Пензионисан је 7. марта 2002. Преминуо 3. маја 2014. и сахрањен у гробљу Шљивице код Бања Луке.

## Признања
- Орден за војне заслуге са сребрним мачевима (1974)
- Орден Народне армије са сребрном звездом (1979)
- Орден заслуга за народ са сребрном звездом (1986)
- Орден за војне заслуге са златним мачевима (1990)
- Орден Карађорђеве звијезде другог реда